# Needamangalam
Needamangalam es una ciudad y nagar Panchayat situada en el distrito de Tiruvarur en el estado de Tamil Nadu (India). Su población es de 9336 habitantes (2011). Se encuentra a 26 km de Tiruvarur y a 33 km de Thanjavur.

## Demografía
Según el censo de 2011 la población de Needamangalam era de 9336 habitantes, de los cuales 4643 eran hombres y 4693 eran mujeres. Needamangalam tiene una tasa media de alfabetización del 91,75%, superior a la media estatal del 80,09%: la alfabetización masculina es del 94,70%, y la alfabetización femenina del 88,82%.